# Golubić (Obrovac)
Golubić falu Horvátországban Zára megyében. Közigazgatásilag Obrovachoz tartozik.

## Fekvése
Zárától légvonalban 48, közúton 58 km-re keletre, községközpontjától légvonalban 11, közúton 18 km-re keletre, Dalmácia északi részén és a Velebit hegység déli részén, a Zrmanja és Krupa összefolyása közelében fekszik. Településrészei: Buljevac, Drage, Vulići, Bilići, Donji Čabrići, Peruni, Velići, Ravni Golubić, Donji Vulići, Lužići, Za Gradinom, Kudići, Nusak, Trnovače, Gornji Čabrići, Popina, Ruja, Doci, Dolovi és Čičevac.

## Története
A település nevét a galamb főnévből kapta, melynek az az alapja, hogy a Krupa és Krnjeza patakok szurdokvölgyeiben egykor számos galamb fészkelt. Kisebb telepeik még mindig megtalálhatók, különösen a barlangok környékén. Ezért az itt letelepedő emberek a sok galambról a Golubić nevet adták falujuknak. A szlávok 7. századi letelepedése után ez a terület a horvát állam, majd a 12. század elején vele együtt a Magyar Királyság része lett. A település alapítása valószínűleg a közeli krupai kolostor építésével egy időben történt a 14. században. 1453-tól a bosnyák bánok uralma alá került. A török 1463-ban megtámadta Boszniát, majd 1482-ben Hercegovinát és vele együtt ezt a területet is kirabolta és felégette. A vidék horvát lakossága a tengerpart védett területire menekült. A velencei-török háború idején 1498 és 1503 között újabb nagy számú lakosság érkezett a tengerpart településire és a szigetekre. A szerbek betelepülése az üresen hagyott falvakba már ekkor megindult, nagyobb méreteket azonban 1523 és 1527 között öltött, amely időszak egybeesik Észak-Dalmácia nagy részének török megszállásával. 1524 és 1537 között már számos új pravoszláv templomot említenek a környék falvaiban, így Biljanén, Ostrovicán, Karinon és Kistanjén is. Köztük sok a török által lerombolt, de a szerbek által újjáépített középkori templom volt. 1533-ig a török elfoglalta Kotar nagy részét, Bukovicát Skradinnal, Kninnel és a spliti Zagorjét egészen a Neretváig, melyekből megalakította a Klisszai szandzsákot. Klissza maga 1537-ben került török kézre. 1577-ben újabb nagy számú szerb lakosság (akkoriban vlachoknak vagy morlakoknak nevezték őket) költözött le a boszniai hegyekből a Krka, a Dinári-hegység és a tenger közötti területre megerősítve a szerb jelenlétet a korábban alapított szerb falvakban is. A török kiűzése a kandiai háború (1644-1669) idején kezdődött és a század végéig fejeződött be. Ezután a terület 1797-ig a Velencei Köztársaság fennhatósága alá került. Miután a francia seregek felszámolták a Velencei Köztársaságot és a campo formiói béke értelmében osztrák csapatok szállták meg. 1806-ban a pozsonyi béke alapján az Első Francia Császárság Illír Tartományának része lett. 1815-ben a bécsi kongresszus újra Ausztriának adta, amely a Dalmát Királyság részeként Zárából igazgatta 1918-ig. A településnek 1857-ben 357, 1910-ben 682 lakosa volt. Az első világháború után előbb a Szerb-Horvát-Szlovén Királyság, majd Jugoszlávia része lett. A második világháború idején 1941-ben Dalmácia Olaszország fennhatósága alá került. Itt húzódott az olasz területek határa, melyet Zrmanja folyó képezett. Az 1943. szeptemberi olasz kapituláció, majd német megszállás után újra Jugoszlávia része lett. A német megszállás idején lakossága a partizánokat támogatta. Ezért a németek az usztasákkal együtt nagy szabású katonai megtorló hadműveletet folytattak lakói ellen, melynek 47 polgári lakos esett áldozatául. 1991-ben lakosságának 99 százaléka szerb nemzetiségű volt. 1991-től szerb lakói csatlakoztak a Krajinai Szerb Köztársasághoz. A Vihar hadművelet idején 1995 augusztusában a horvát hadsereg visszafoglalta a települést, melynek lakossága elmenekült. A településnek 2011-ben 132 lakosa volt.

## Lakosság
| Lakosság változása | Lakosság változása | Lakosság változása | Lakosság változása | Lakosság változása | Lakosság változása | Lakosság változása | Lakosság változása | Lakosság változása | Lakosság változása | Lakosság változása | Lakosság változása | Lakosság változása | Lakosság változása | Lakosság változása | Lakosság változása |
| ------------------ | ------------------ | ------------------ | ------------------ | ------------------ | ------------------ | ------------------ | ------------------ | ------------------ | ------------------ | ------------------ | ------------------ | ------------------ | ------------------ | ------------------ | ------------------ |
| 1857               | 1869               | 1880               | 1890               | 1900               | 1910               | 1921               | 1931               | 1948               | 1953               | 1961               | 1971               | 1981               | 1991               | 2001               | 2011               |
| 357                | 428                | 483                | 489                | 573                | 682                | 639                | 720                | 663                | 704                | 674                | 595                | 505                | 478                | 36                 | 132                |

## Nevezetességei
- A falu határa természeti szépségekben különösen gazdag, a Déli-Velebit hegyei közé esik. Északi részén található az 1402 méter magas Crnopac-hegy, ahonnan gyönyörű kilátás nyílik minden irányban. Tiszta időben nemcsak az Adria horvát partja, de még Olaszország partvidéke is látható innen. Délre folyik a sebes folyású Krupa hideg vízével, szép vízeséseivel és tavaival, szurdokvölgyével, valamint a rövidebb Krnjeza, amely néha szavakban is nehezen kifejezhető élményt nyújt. Forrásától a Zrmanjáig több malom is található rajta, melyek közül néhány még ma is működik.[5]
- Golubić alatt Veselinovići településrésznél a Krupán található Kuda hídja,[6] mely a 18. és 19. század fordulóján épült száraz falazási technikával. A híd tizenkét ívből és három kisebb átereszből áll. Hosszúsága 109 méter, szélessége másfél méter. A múltban gyalogos átjáróként és az állatok áthajtására szolgált Golubić és Žegar települései között. A híd közelében malom maradványai látszanak. A híd legendája szerint egy szerelmes fiatal Kuda építette, hogy át tudjon kelni kedveséhez a folyó túlsó partjára.[5]
- Golubićon ősi hagyományai vannak a kecsketenyésztésnek. Elmondható, hogy nincs ízletesebb kecskehús annál, mint ahogy itt készítik. Így hiba lenne kihagyni a különböző főtt és sült kecskehúsokat, sajtokat, házi kenyeret és sok más helyi specialitást. Ezen a vidéken honos a hegyi pereszlény, egy a kerti csombordhoz hasonló alacsony növésű fűszernövény fehér és kék virágokkal, melyből ízletes mézet készítenek. Ősszel a virágzás idején sok méhész érkezik a faluba, mely ekkor tele van méhekkel.[5]
- A Crnopac lejtőin több hegyi ösvény vezet, melyekről körüljárható a vidék számos kisebb-nagyobb barlangja, legelője, régi pásztorszállása, hideg vizű forrása. Ismert az is, hogy határában számos gyógynövény található.[5]